# Bulolispa
Bulolispa là một chi bọ cánh cứng trong họ Chrysomelidae.
Chi này được Gressitt & Samuelson miêu tả khoa học năm 1990.

## Các loài
Các loài trong chi này gồm:
- Bulolispa bimaculata Gressitt, 1990
- Bulolispa sublineata Samuelson, 1990